# Cool!
Pour les articles homonymes, voir Cool.
Cool! est un magazine québécois pour adolescentes qui porte sur différents sujets tels que l'actualité des célébrités, les phénomènes sociaux, les tendances modes et beauté et qui contient également diverses chroniques culturelles ainsi que des rubriques de conseils. Il est publié depuis mai 1997.
À sa création, le magazine est publié chez Trustar, mais il est édité par le Groupe TVA, filiale de Québecor Média, depuis le rachat de la compagnie en 2000.
À sa création, en 1997, son tirage était de 65 000 exemplaires et il est passé à 85 000 exemplaires au début de l'année 2005. En 2003, le lectorat du magazine était de 530 000. Celui-ci a chuté de 65% pour atteindre 190 000 en 2017. En 2020, le nombre d'exemplaires en circulation serait plutôt de 34 217.
Cool! publie également des numéros hors-série, notamment des éditions « 100% posters » ou encore des recueils de projets créatifs, intitulés Ton Carnet Cool!. Il existe aussi des numéros spéciaux titrés Miss Cool! qui s'adressent à un public plus jeune (les 8 à 13 ans) et qui sont publiés une fois par saison.
L'autrice et scénariste India Desjardins a été rédactrice pour le magazine au cours de ses premières années de publication. De 2001 à 2008, elle y a notamment publié Le journal intime de Marie-Cool, une fiction épisodique dont les lectrices retrouvaient la suite à la fin de chaque numéro. Cette fiction a été publiée en roman aux éditions Trécarré en 2012.

## Sections et rubriques récurrentes
Le magazine Cool! contient diverses rubriques récurrentes dont le contenu change à chaque mois au gré de l'actualité populaire et culturelle. Ces rubriques sont organisées en grandes thématiques : "Stars", "Musts", "Mode", "Beauté", "Inspo", "Fun" et "Psycho". 
- "Actustar" (l'actualité des célébrités)
- "Paparazzi" (des photos croquées sur le vif des stars québécoises et internationales)
- "Réseaux contacts" (les publications marquantes sur les réseaux sociaux des célébrités)
- "Pop culture" (chronique culturelle recensant les événements à venir et à surveiller)
- "Game balloune" (chronique culturelle recensant les nouveautés et actualités vidéoludiques)
- "Chut!" (chronique culturelle recensant les nouveautés et actualités littéraires)
- "Popcorn" (chronique culturelle recensant les nouveautés et actualités télévisuelles et cinématographiques)
- "Beauté V.I.P." (rubrique répertoriant différents produits pour recréer le look maquillage de stars)
- "Tellement gênant!" (y sont publiées des anecdotes gênantes envoyées par les lectrices)
- Conseils sexo (rubrique conseils)
- Courrier des lectrices (rubrique conseils)
- "Astro" (horoscope)

Les numéros contiennent également de deux à quatre affiches de célébrités, pliées et brochées au centre. 
Les numéros d'été comportent aussi souvent une fiction épisodique (format "feuilleton) qui se poursuit d'un numéro à l'autre.

## Rédaction en chef
En 1997, le premier rédacteur en chef a été Pierre Tremblay, préalablement directeur en chef du magazine pour ados Wow!, publié dans les années 1980.
Dans les années 2000, la rédaction en chef a été assurée par Marie-Claude Bonneau, surnommée "Marie-Cool", pendant de nombreuses années.
Depuis 2016, la journaliste et autrice Marianne Girard occupe le poste de directrice en chef.